# Clare Eames
Clare Eames (Hartford, 5 agosto 1894 – Richmond, 8 novembre 1930) è stata un'attrice statunitense.

## Biografia
Nata in Connecticut, era nipote della soprano Emma Eames.
Dopo la prima guerra mondiale, era considerata una delle attrice più promettenti di Broadway, dove esordì nel 1918. Apparve in quattro film muti degli anni '20. 
Nel 1922 si sposò con il drammaturgo Sidney Howard. Morì in un sobborgo di Londra a soli 36 anni, dopo un intervento di chirurgia.

## Teatro
Lista parziale
- The Big Scene (1918), New York
- The Prince and the Pauper (1920-1921), New York
- Mary Stuart (1921), New York
- The Spook Sonata (1923), New York
- Macbeth (1924), New York
- Hedda Gabler (1924), New York
- Candida (1924-1925), New York
- Androcles and the Lion (1925-1926), New York
- The Man of Destiny (1925-1926), New York
- The Unquiet Spirit (1928), Londra
- The Sacred Flame (1928), New York
- Milestones (1930), Londra
- John o' Dreams (1930), Londra

## Filmografia
- Dorothy Vernon of Haddon Hall, regia di Marshall Neilan (1924)
- Il cigno (The Swan), regia di Dimitri Buchowetzki (1925)
- La casa degli eroi (The New Commandment), regia di Howard Higgin (1925)
- Le tre passioni (The Three Passions), regia di Rex Ingram (1928)